# Synecdoche albicosta
Synecdoche albicosta är en insektsart som först beskrevs av Van Duzee 1917.  Synecdoche albicosta ingår i släktet Synecdoche och familjen vedstritar. Inga underarter finns listade i Catalogue of Life.